# Nierussa (suziemskoje gorodskoje posielenije)
Nierussa (ros. Нерусса) – osiedle w Rosji, w obwodzie briańskim, w rejonie suziemskim. W 2010 liczyło 74 mieszkańców.